# مارک پلگرینو
مارک روس پلگرینو (به انگلیسی: Mark Ross Pellegrino) (متولد ۹ آوریل ۱۹۶۵) هنرپیشه اهل آمریکا است که بیشتر به خاطر ایفای نقش جیکوب در لاست و لوسیفر در سوپرنچرال و همچنین سریال منتالیست معروف شده‌است. 

## فیلم‌ها و مجموعه‌های تلویزیونی
| سال       | نام فیلم                                         | نقش                      |
| --------- | ------------------------------------------------ | ------------------------ |
| ۱۹۸۷      | زیبایی مرگبار                                    | فرانکشتاین               |
| ۱۹۸۷      | آرزوی مرگ ۴: سرکوب (Death Wish 4: The Crackdown) | پانک                     |
| ۱۹۸۹      | بدون هیچ منع (No Holds Barred)                   | راندی                    |
| ۱۹۹۰      | دعا برای رولربویز (Prayer of the Rollerboys)     | بانگو                    |
| ۱۹۹۲      | اسلحه مرگبار ۳                                   | بیلی فلپز                |
| ۱۹۹۳      | خون و بتن                                        |                          |
| ۱۹۹۶      | ای آر                                            | نیتن کانلی               |
| ۱۹۹۷      | جهان گمشده: پارک ژوراسیک                         | توریست ۶                 |
| ۱۹۹۸      | لباوسکی بزرگ                                     | قاتل                     |
| ۱۹۹۹      | فایل اکس                                         | دِروود اسپکینز            |
| ۱۹۹۹      | قتل کلاغ‌ها (A Murder of Crows)                   | پروفسور آرتور کُروُس       |
| ۲۰۰۰      | غرق‌شدن مونا                                      |                          |
| ۲۰۰۱      | جاده مالهالند                                    | جو مسینگ                 |
| ۲۰۰۱      | بگو اینطور نیست                                  |                          |
| ۲۰۰۳      | شکار                                             | دیل هِویت                 |
| ۲۰۰۴      | گنجینه ملی                                       | مامور جانسون             |
| ۲۰۰۴      | پیچ خورده                                        | جیمی                     |
| ۲۰۰۵      | الی پارکر                                        | جاستین                   |
| ۲۰۰۶      | یگان                                             | گری سوتو                 |
| ۲۰۰۶      | دکستر                                            | پل بنت                   |
| ۲۰۰۷      | آناتومی گری                                      | کریس                     |
| ۲۰۰۸      | فرار از زندان                                    | پاتریک ویکان             |
| ۲۰۰۸      | چاک                                              | الکساندر وینتربورن/ادگار |
| ۲۰۰۸      | ذهن‌های مجرم                                      | ال تی ایوانز             |
| ۲۰۰۹      | لاست                                             | جیکوب                    |
| ۲۰۰۹–۲۰۱۶ | سوپرنچرال                                        | نیک/لوسیفر               |
| ۲۰۱۰      | سی‌اس‌آی: میامی                                    | جد گلد                   |
| ۲۰۱۲      | همینگوی و گلهورن                                 | مکس ایستمن               |
| ۲۰۱۲      | گریم                                             | جرالد کامپفر             |
| ۲۰۱۲      | قلعه                                             | تام دمسپی                |
| ۲۰۱۲      | انسان بودن                                       | جیمز بیشاپ               |
| ۲۰۱۲      | انقلاب                                           | جرمی بارکر               |
| ۲۰۱۲      | مظنون                                            | دنیل دریک                |
| ۲۰۱۳      | محاکمه‌های کیت مک‌کال                              |                          |
| ۲۰۱۳–۲۰۱۴ | انسان‌های فردا                                    | جدیکیا پرایس             |
| ۲۰۱۵      | بازگشت (The Returned)                            | جک ویشیپ                 |
| ۲۰۱۵      | کوانتیکو                                         | کلایتون هاس              |